# いわて奥州牛
いわて奥州牛（いわておうしゅうぎゅう）は、岩手県の奥州市と金ケ崎町で育てられている黒毛和種の銘柄牛肉である。
2024年に銘柄牛としての上場は廃止され、前沢牛として出荷されるようになった。

## 歴史
現在の奥州市では、前沢牛を擁する旧前沢町の他にも、旧・水沢市、旧・胆沢町、旧・衣川村、奥州市に隣接する金ケ崎町とで牛の生産が盛んであり、それぞれ水沢牛、胆沢牛、衣川牛、金ケ崎牛というブランド牛があった。
1998年にこれらの地区の農協が合併することになり、銘柄の統一が検討されたが、品質の高位平準化への取り組みが先決として見送られてきた。
2001年に日本国内でもBSEが発生し、日本国内の消費者からも牛肉のトレーサビリティや産地を明示して販売することにニーズが高まり、食肉の卸売関係者の需要は、小口の出荷者から、一定の数量を供給する能力のある出荷者へとシフトする傾向が強まった。
これを銘柄統一の機運として、2006年6月30日に、当時既に評価を確立していた前沢牛を除く水沢牛、胆沢牛、衣川牛、金ケ崎牛の銘柄を統一して、いわて奥州牛が誕生した。
いわて奥州牛の生産エリアは、前沢牛の生産エリアと隣接していたことから、互いに競い合ってきた地域でもあり、旧地区銘柄としても市場関係者からの評価は高かったのだが、同年11月30日に、東京食肉市場で開催された「いわて奥州牛枝肉共進会」において、肉質4等級、5等級の全体に占める割合が81.6パーセントであったことから、市場関係者の注目を集めた。
岩手ふるさと農業協同組合では、奥州牛と前沢牛との2大ブランドを掲げることになったのだが、畜産農家の担い手不足などで出荷頭数の減少が続き、2024年7月からは、ブランド牛の銘柄「奥州牛」を「前沢牛」に一本化した。
同農協管内の前沢区以外で生産された肉牛であっても、同農協を経由して基準を満たせば前沢牛として販売できることになった。肉質等級4以上など前沢牛に要求される品質基準には変更がない。

## 定義
- 黒毛和種（黒毛和牛の正式な品種名）であること。
- 管内での肥育期間が最長であり最終飼育地であること
- 肉質等級が4以上で、歩留等級が「A」または「B」であること。